# Sami Keinänen
Pour les articles homonymes, voir Keinänen.
Sami Keinänen, né le 23 novembre 1973 à Rovaniemi, est un bassiste finlandais.
Il fut le premier bassiste du groupe Lordi, il portait alors le pseudonyme G-Stealer.